# Markus Hauser (Musiker)
Markus Hauser (* 30. November 1971 in Näfels) ist ein Schweizer Musiker (Alto-, Sopran-, Tenor-, Bariton-Saxophon, Klarinette, Querflöte), Bandleader, Komponist und Musikpädagoge.

## Leben
Markus Hauser begann mit 15 Jahren eine musikalische Laufbahn als Saxophonist. Nach zwei Jahren an der Jazzschule St. Gallen studierte er am  Berklee College of Music in Boston und graduierte 1993 mit einem Major in Performance. Er verbrachte weitere Studienjahre bei Kenny Garrett, Joe Viola, Hal Crook, George Garzone und Jerry Bergonzi. Ausgestattet mit einem Stipendium bildete er sich an der New Yorker Manhattan School of Music weiter. 2011 verbrachte er erneut einen Studienaufenthalt im brasilianischen Salvador da Bahia. Die Auseinandersetzung mit südamerikanischen Idiomen und jazzmässigen Improvisationen beeinflussen seine jüngsten Kompositionen.
Hauser realisierte nicht nur als Bandleader eigene Projekte, er war auch „Sideman“ in verschiedenen Formationen und Ensembles. So tourte er mit dem Schweizer Big-Band-Leader Pepe Lienhard, mit Udo Jürgens, mit Brand New Rhythm in Mexiko und Europa oder mit der «Phil Dankner Seat Music Session» in der Schweiz.
Zu seinen Projekten als Bandleader gehören die beiden Volumes von „Boleros y Tangos“, „There’s a Way out“, „No Joke“, „NuTube“ sowie „A Tribute to Art Pepper“. Art Pepper, der amerikanische Altsaxophonist, ist eines seiner Idole. Hauser transkribierte und arrangierte Kompositionen dieses Künstlers.
Ein weiteres Projekt ist „NuTube“, mit der Hauser und Loris und Paolo Peloso unterwegs sind. NuTube ist eine Form von Nu Jazz, der Mitte der 1990er Jahre unter anderem in den USA, in Mexiko, Frankreich und Brasilien entstand. Hauser nahm gesellschaftliche Strömungen dieser Art, wie sie beispielsweise in Herbie Hancocks Future Shock oder beim französischen St Germain zum Ausdruck kommen, auf und entwickelte daraus ein eigenes musikalisches Konzept. NuTube kombiniert elektronische Musik wie Chillout oder House mit live gespielter Instrumentalmusik und zeichnet sich durch seine polyvalenten Stile, Rhythmen und Formationen aus.
Neben seiner Tätigkeit als freiberuflicher Musiker ist Hauser Dozent und Prüfer an Hochschulen und erteilt Privatunterricht.

## Stil
Geprägt vom Jazz der 1940er und 1950er Jahre (u. a. Charlie Parker, John Coltrane, Art Pepper) sowie durch Studien mit Kenny Garrett, George Garzone, Jerry Bergonzi liegt eine seiner starken stilistischen Verankerungen im Jazz des Hard Bop. Durch Studienaufenthalte und Konzerttouren in Europa und Südamerika haben seine Eigenkompositionen und Soli stilistische Erweiterungen erfahren. Übernahme und Modulationen von südamerikanischen Stilrichtungen sind in den Kompositionen und Arrangements wie beispielsweise den beiden Vol. „Boleros y Tangos“ erkennbar.
Die künstlerische Identität Hausers (neben Muttersprache Deutsch spricht er Englisch, Spanisch und Portugiesisch) kann als polystilistisch und kosmopolitisch bezeichnet werden. Er bewegt sich zwischen Jazz (Swing, Be Bop, Hard Bop), südamerikanischer Musik und dem Funk, Pop, Rock.

## «hausertone»
Hauser entwickelte neue Mundstücke für Saxophone. Während des Studiums in den USA begann der gelernte Werkzeugmechaniker mit Recherchen und Literaturstudium, um  eigene Mundstücke zu entwickeln. Zusammen mit seinem Bruder stellt er seit 2004  auf die Bedürfnisse der Saxophonisten ausgerichtete Einzelstücke her. Seit 2007 spielen nebst  Saxophonisten in Europa, Musiker wie Kenny Garrett oder Chico Freeman mit «hausertone»-Mundstücken.

## Preise und Auszeichnungen / Endorsements
Auszeichnungen und Preise
- 1993: Stipendium des Kantons Glarus
- 1999: Kulturpreis des Kantons Solothurn
- 2006: Kulturpreis von Mexiko
- 2011: Kulturpreis des Kantons Aargau

Endorsements
- 2003/2010–2014: endorsed by Selmer Saxophone Schweiz
- 2008: endorsed by Yamaha Saxophones
- 2010: endorsed by Ford Automobile
- 2012/2013/2014: endorsed by AMAG VW Automobile
- 2013/2014: endorsed by Poloshirts AD.M. Schweiz

## Diskografie (Auswahl)
- There is a Way out. 1994. Mit Franco Ambrosetti (tb), Fritz Renold (sax), Pat Tucker (ts), Mark Soskin (p), Harvie Swartz (b), Adam Nussbaum (dr).
- No Joke. 1997. Mit Michel Kunz (g), Richard Hammond (b), Ethan Eubanks (dr),
- Tango y Bolero 2000 Vol. 1 2000 mit Heriberto „Heri“ Paredes (p), Loris Peloso (g), Markus Fischer (b), Andy Lüscher (dr)
- Very simple 2001 mit Christian Baader,
- Milonga del Angel. Vol. 2, 2002. Mit Heriberto „Heri“ Paredes (p), Loris Peloso (g), Markus Fischer (b), Georgios Mikirozis (perc), Andy Lüscher (dr),
- World. 2005.
- NuTube. 2006. Loris Peloso und Paolo Peloso.
- A Tribute to Art Pepper. Live, 2013. Mit Christian Lohr (p), Loris Peloso (g), Fabian Gisler (b) und Pius Baschnagel (dr).
- Mark Hauser Quartet - Live at Jazzbaragge 2013. Mit Mark Hauser (sax), Christian Baader (bassax), René Reimann (guitar), Robert Weder (drums).
- Mark Hauser B3 Quartet - Live at Baerechaeller 2013. Mit Mark Hauser (alto sax), Marcel Thomi (hammond B3), Loris Peloso (guitar), Pius Baschnagel (drums)
- NuTube Colors 2014. Mit Mark Hauser (baritone, tenor, alto, sopran sax), Reggie Saunders (lyrics, vocal and spoken words), Loris Peloso (guitar, bass), Christoph Heule (keyboard).
- It‘s all about the journey 2015. Mit Mark Hauser (alto sax), Marvin Trummer (piano), Dominik Schürmann, Elmar Frey (drums)